# Piranga flava
La piranga bermeja o fueguero (Piranga flava) es una especie de ave paseriforme de la familia Cardinalidae propia de América del Sur. Anteriormente se consideraba conespecífica de la piranga hepática y la piranga montana.

## Descripción
Miden entre 17 y 19 cm de longitud. El macho es de plumaje rojo anaranjado y dorso rufo, lo que lo hace muy similar al macho de la piranga roja (P. rubra), distinguiéndose por tener el pico negro y un color más intenso. Tiene un parche más oscuro en la región del oído.
La hembra se parece mucho a la hembra de otras tangaras, con el plumaje verde oliváceo en las partes superiores y amarillo en las partes ventrales. Sin embargo, se caracteriza por tener el pico negro.
Su llamado es un solo chuck seco, como el del zorzal ermitaño (Catharus guttatus). Su canto es más claro que el de la mayoría de las pirangas, y más bien se parece al del picogrueso pechicafé (Pheucticus melanocephalus), miembro de la familia de los cardinálidos.

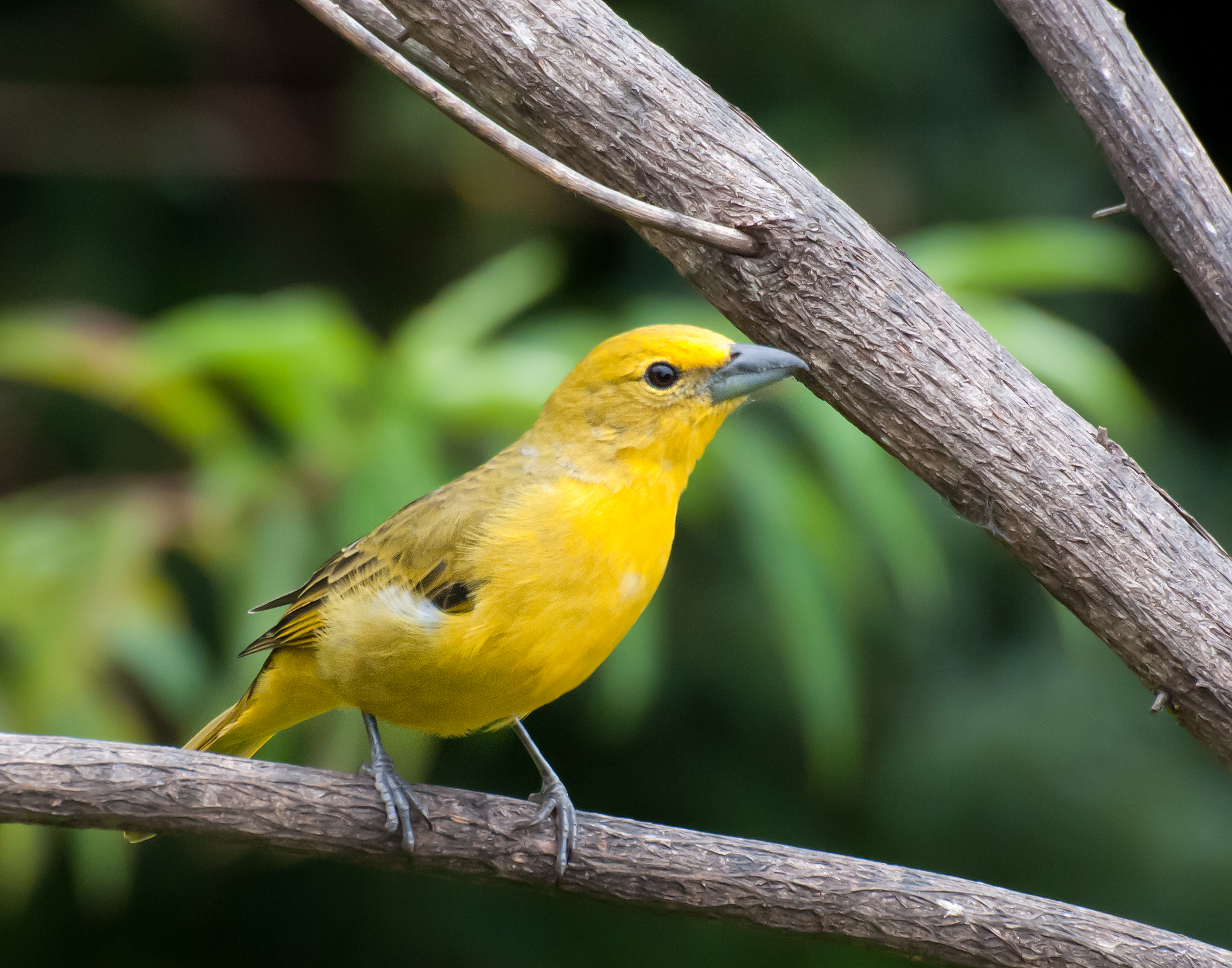
Hembra de Piranga flava saira en São Paulo.

## Taxonomía
La piranga bermeja fue descrita científicamente en 1822 por el ornitólogo francés Louis Jean Pierre Vieillot. Tradiciomalmente el género Piranga se clasificaba en la familia Thraupidae, pero los análisis genéticos indicaron su traslado a la familia Cardinalidae.
Anteriormente se consideraba conespecífica de la piranga hepática (P. hepatica) y la piranga montana (P. lutea), pero se escindieron en tres especies separadas en 2001.
Se reconocen cuatro subespecies de piranga bermeja:
- P. f. flava - se extiende desde el sudeste de Bolivia hasta Uruguay y el interior de Argentina;
- P. f. macconnelli - se encuentra en el sur de Guyana, el sur de Surinam y el norte de Brasil;
- P. f. saira - presente en el este y sur de Brasil;
- P. f. rosacea - se localiza en el este de Bolivia.

## Distribución
Su área de distribución se extiende por los bosques abiertos de América del Sur, desde el sur de Guyana, atravesando el este de Bolivia y Brasil, y alcanzando Argentina y Uruguay por el sur.
Sus hábitats son las capueras, los bosques abiertos, y las sabanas.

## Alimentación
Busca su alimento en lo alto de los árboles, moviéndose lenta y metódicamente. En el verano, las poblaciones norteñas se alimentan principalmente de insectos y arácnidos, y algunos frutos.
En México, se ha observado que se alimentan de néctar, y desde Oaxaca hacia el sur, de hormigas arrieras.